# Groupe d'actions non violentes antinucléaires

Le Groupe d'Actions Non Violentes Antinucléaires (GANVA) rassemble des opposants à l'énergie nucléaire en France dans des actions directes non-violentes.

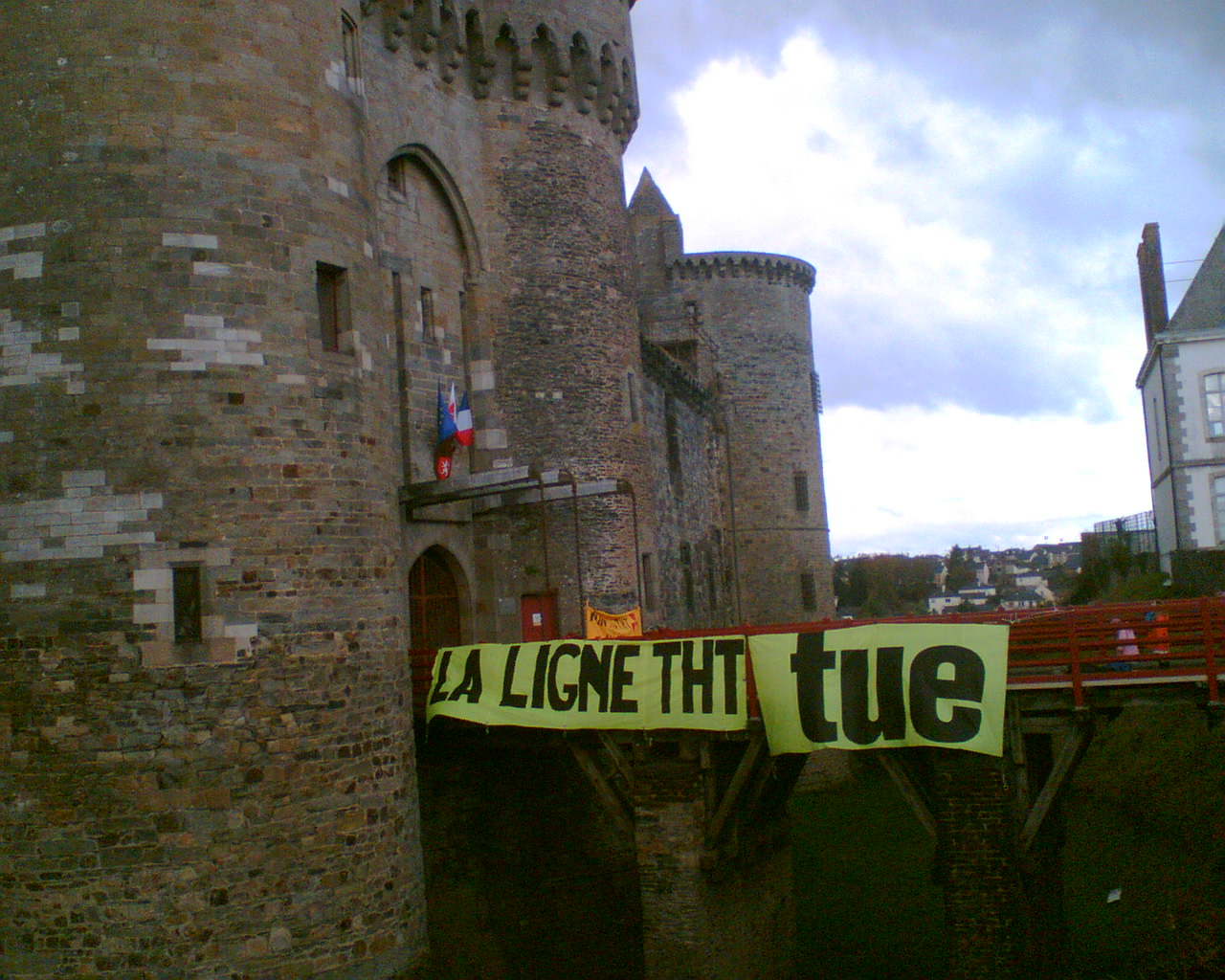
Banderole au château de Vitré contre le refus de la ligne THT

## Présentation
Le GANVA apparaît en 2007 dans le prolongement des mobilisations antinucléaires d'opposition au projet de centrale nucléaire EPR à Flamanville et de son corollaire, la nouvelle ligne THT devant acheminer l'électricité produite par cette centrale.
Collectif de citoyens autogéré, il agit par des actions directes non-violentes : déploiement de bannières, blocages symboliques, occupations de locaux…

## Historique
- 29 mai 2007 : 4 activistes du GANVA occupent plusieurs jours le pylône THT no 92 à Fougères (Ille-et-Vilaine), pour revendiquer l'abrogation du décret autorisant Électricité de France à construire le réacteur EPR à Flamanville[3].

- 1er juin 2007 : Fin de l'occupation du pylône no 92 et occupation du pylône no 98 par deux autres activistes du GANVA pour la journée.

- 17 septembre 2007 : Une trentaine d'activistes du GANVA bloquent des accès au centre régional d'Électricité de France à Rennes, y déploient des banderoles et occupent les lieux la nuit[4],[5]. L'action durera 36 heures au total.

- 1er juillet 2008 : Une quinzaine d'activistes du GANVA participent au blocage d'un train de combustible nucléaire irradié en provenance d'Italie au Molay-Littry dans le Calvados. Quatre personnes se sont enchaînées pour empêcher le train de passer et 10 militants ont été placés en garde à vue. Cette action a perturbé le trafic passager Corail et TER[6]. Vers 18 h, la voie était complètement libérée. Les 4 castors de déchets nucléaires sont arrivés à Valognes un peu après 20 h, soit avec 6 heures de retard.

- 12 juillet, 13 juillet et 14 juillet 2008 : Trois occupations successives de pylônes THT sont organisées en trois lieux différents de la ligne THT desservant le site nucléaire de Flamanville, réclamant « un moratoire suspensif » sur le nouveau projet THT. D'abord à Cametours (Manche) le 12, date choisie pour coïncider avec la manifestation anti-nucléaire « Pour un monde sans nucléaire »[7]. Ensuite à Beaulieu-sur-Oudon (Mayenne) sur le pylône choisi par Réseau de transport d’électricité pour faire la jonction entre la ligne THT existante entre Domloup et La Quinte et celle en projet[8]. Enfin, trois autres activistes occupent un pylône accompagnés par une trentaine de pique-niqueurs, à Saint-Germain-en-Coglès (Ille-et-Vilaine), déployant une banderole libellée « bleu, blanc, boum »[9].

- 7 janvier 2009 : Procès au tribunal correctionnel de Caen de 4 personnes poursuivis pour « présence sur les voies, dégradation et entrave à la circulation » à la suite de l'action de blocage du 1er juillet 2008. Le procureur de la République requiert 4 mois de prison avec sursis pour les prévenus et la SNCF demande des dommages-intérêts de 9 265 euros[10].

- 28 janvier 2009 : Ils seront chacun condamnés à 2 500 euros d'amende dont 2 000 avec sursis et la SNCF obtiendra 7 500 euros de dommages-intérêts[11].

- le 5 novembre 2010, plusieurs militants du GANVA s'enchaînent aux voies pour barrer le passage au "train d'enfer" un train de déchets radioactifs en route pour l'Allemagne. Trois d'entre eux sont blessés lors de leur désincarcération par les forces de l'ordre (l'un a deux tendons sectionnés à la main, deux autres des brûlures importantes aux mains). 7 militants, cinq Français, dont trois jeunes femmes et un Allemand, âgés de 22 à 32 ans, sont retenus plusieurs heures en garde à vue puis placés sous contrôle judiciaire, supposant le versement d'une caution de 16500€ avant le 15 novembre, faute de quoi ils seraient incarcérés jusqu'au procès, le 8 décembre à 14h.

Selon le Groupe d’actions non violentes antinucléaires, "il est inadmissible que dans le cadre d'une action non-violente, les forces de l'ordre utilisent la violence et occasionnent volontairement des blessures à des militants." Le Ganva compte porter plainte (voir site du Ganva et article France 3 http://normandie.france3.fr/info/basse-normandie/caen--6-militants-du-ganva-deferes-au-parquet-65750528.html)